# キラキラ (ソロモン諸島)
キラキラ（英: Kirakira）は、ソロモン諸島マキラ・ウラワ州の都市であり、同州の行政府所在地である。州最大の島であるマキラ島の北岸に位置する。
キラキラ空港がありソロモン航空が就航している。ホニアラなどへの便がある。